# Hooliganismo

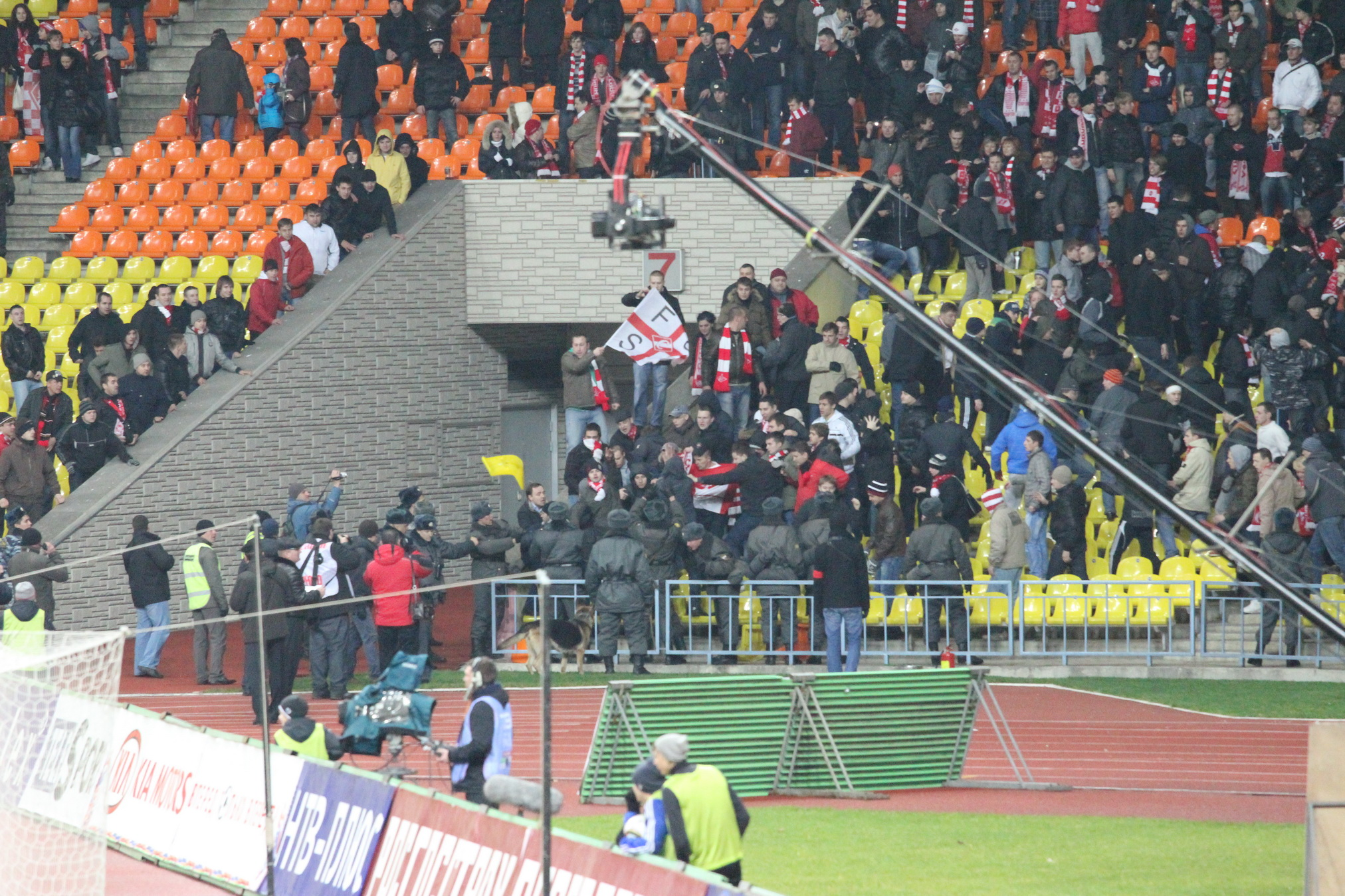
Hooligans do Spartak Moscow envolvidos em uma briga

Hooliganismo (para a língua portuguesa do inglês hooligan, "vândalo", pronuncia-se AFI: [ˈhuː.lɪ.ɡən], "húulegan") refere-se a um comportamento destrutivo e desregrado. Tal comportamento é comumente associado a fãs de desportos, principalmente adeptos de futebol e desportos universitários. O termo também pode aplicar ao comportamento desordeiro em geral e vandalismo, muitas vezes sob a influência de álcool e/ou drogas.

## Etimologia
Existem várias teorias sobre a origem da palavra "hooliganismo". O Compact Oxford English Dictionary afirma que a palavra pode ter origem do sobrenome de uma família fictícia rowdy irlandesa em uma canção de music hall da década de 1890. Clarence Rooks, em seu livro de 1899, Hooligan Nights, alegou que a palavra veio de Patrick Hoolihan (ou Hooligan), um fanfarrão e ladrão irlandês que vivia no bairro londrino de Southwark. Outro escritor, Earnest Weekley, escreveu em seu livro de 1912 Romance of Words, "Os hooligans originais eram uma família de espírito irlandês com esse nome, cujo comportamento animou a monotonia da vida em Southwark por cerca de quatorze anos". Também foram feitas referências à uma família rural irlandesa do século XIX com o sobrenome Houlihan, que eram conhecidos por seu estilo de vida selvagem, que depois evoluiu o nome para O'Holohan de acordo com as tradições de familias irlandesas do O' para começar o nome. Outra teoria é que o termo vem de uma gangue de rua em Islington chamada Hooley. Ainda há outra teoria em que o termo é baseado em uma palavra irlandesa, houlie, o que significa um selvagem, espírito festivo.

## Uso inicial do termo
O termo hooligan tem sido utilizado pelo menos desde meados da década de 1890 - quando foi usado para descrever o nome de uma gangue de rua em Londres - aproximadamente ao mesmo tempo que as gangues de rua de Manchester, conhecidas como as "Scuttlers" foram ganhando notoriedade. O primeiro uso do termo é desconhecido, mas a palavra apareceu pela primeira vez impresso em relatórios da polícia de Londres de 1894, referindo-se ao nome de uma gangue de jovens na área de Lambeth de Londres - The Hooligan Boys, e, mais tarde - os O'Hooligan Boys. Em agosto de 1898, um assassinato em Lambeth cometido por um membro da gangue chamou mais atenção à palavra que foi imediatamente popularizada pela imprensa. O jornal londrino Daily Graphic escreveu em um artigo em 22 de agosto de 1898, "A avalanche de brutalidade que, sob o nome de 'hooliganismo' ... moldou como um insulto terrível os registros sociais do sul de Londres".
Arthur Conan Doyle escreveu em seu romance de 1904 The Adventure of the Six Napoleons , "Parecia ser um dos atos de hooliganismo que ocorrem de tempos em tempos, e foi relatado para o policial na batida como tal ". H. G. Wells escreveu em 1909 o seu semiautobiográfico romance Tono-Bungay, "Três homens jovens enérgicos, do tipo hooligan, com cachecóis no pescoço e bonés".
Mais tarde, como o significado da palavra mudou um pouco, nenhuma das alternativas possíveis tinha precisamente a mesma indicação de uma pessoa, geralmente jovem, que é membro de um grupo informal e comete atos de vandalismo ou dano criminal, começa brigas e que provoca perturbações, mas não é um ladrão. A palavra foi internacionalizada no século XX na antiga União Soviética como Khuligan, que se refere a desordeiros ou dissidentes políticos. Mathias Rust foi acusado de hooliganismo, entre outras coisas, por sua aterrissagem com um Cessna em 1987 na Praça Vermelha.

## Hooliganismo nos Desportos
Os hooligans tiveram origem na Inglaterra, uma forma de violência desportiva demonstrando o fanatismo pelo clube.
As palavras hooliganismo e hooligan começaram a ser associada com a violência nos esportes, em especial a partir da década de 1960 no Reino Unido com o hooliganismo no futebol.
No entanto, um dos primeiros casos conhecidos de violência de torcida em um evento esportivo, teve lugar na antiga Constantinopla. Dois times de corrida de bigas, os Azuis e os Verdes, foram envolvidos na Revolta de Nica, que durou cerca de uma semana, em 532; quase metade da cidade foi queimada ou destruída, além de dezenas de milhares de mortes.
As associações hooligans fazem parte de um mundo essencialmente e culturalmente britânico e europeu e são  raras fora de Inglaterra, sendo que fora dela predominam as chamadas ultras na Europa, os torcedores de hóquei no gelo do Canadá, as barra bravas na América Latina e as torcidas organizadas no Brasil.
Algumas associações hooligans, além da paixão pelo clube, defendem ideologias políticas.[carece de fontes?]
A maior demonstração de violência dos hooligans foi a tragédia do Estádio do Heysel, na Bélgica, durante a final da Taça dos Campeões Europeus de 1985, entre Liverpool e Juventus. Esse episódio resultou em 38 mortos e um número indeterminado de feridos. Os hooligans ingleses foram responsabilizados pelo incidente, o que resultou na proibição das equipes britânicas participarem em competições europeias por um período de cinco anos.
Apesar da repressão muito forte a grupos hooligans, alguns factos ainda ocorrem, como na Copa do Mundo de 2006 na Alemanha, em que hooligans ingleses e alemães se enfrentaram nas ruas.[carece de fontes?]

### Violência das Torcidas Organizadas brasileiras
Confusões premeditadas e brigas entre torcidas organizadas também são características do futebol brasileiro, apesar do termo hooliganismo não ser utilizado no Brasil.
Essas mesmas torcidas praticam numerosos atos de vandalismo tendo como principal alvo a torcida rival. Apesar dos números assustadores esses casos são muito mais frequentes quando os jogos acontecem entre equipes da mesma cidade, principalmente em partidas de equipes das capitais estaduais.[carece de fontes?]
De entre as principais causas de brigas, estão, principalmente, a exacerbação das rivalidades  entre as camadas menos favorecidas (formação de gangues nos bairros e aglomerados) com roupagem futebolística, e a cultura do medo entre essas mesmas camadas, que leva a uma postura intimidatória.[carece de fontes?]
Um caso marcante foi no jogo entre Coritiba vs Fluminense, jogo válido pelo Campeonato brasileiro de 2009, onde pelo rebaixamento do Coritiba houve invasão de torcedores no gramado, espancamento, depredação do estádio, entre outros. Outro caso emblemático ocorreu em 2012,no jogo entre Fortaleza Esporte Clube vs Oeste Futebol Clube de Itápolis, válido pelo Campeonato Brasileiro da Série C, os torcedores do Fortaleza, revoltados com a eliminação do time em casa, promoveram uma grande onda de vandalismo dentro do Estádio Presidente Vargas, de propriedade da prefeitura de Fortaleza, que resultou em mais de 300 cadeiras destruídas, sendo destas mais de 80 arremessadas no campo, vários torcedores feridos e prejuízo de mais de R$150.000,00. Outro caso que teve enorme divulgação na mídia, até mesmo na internacional, foi no confronto entre as torcidas Os Fanáticos do Clube Atlético Paranaense e a Força Jovem do Clube de Regatas Vasco da Gama, realizado na Arena Joinville, sem policiamento, as organizadas de ambos os clubes, promoveram um grande tumulto que resultou em 3 feridos, sendo um em estado grave, várias pessoas foram identificadas na briga, inclusive um ex-vereador, mas apenas alguns poucos foram presos e, meses depois, soltos.
Os clássicos sempre chamam uma atenção a mais e há vários casos de mortos em regiões mais distantes. Ultimamente, o futsal tem sido um alvo cada vez maior desses encontros, já que a polícia não dá as devidas atenções para o encontro dessas torcidas nesse esporte.
Alguns exemplos de rivalidades de torcidas organizadas no Brasil são:

#### Rio Grande do Sul
Uma das maiores rivalidades do país é entre as duas maiores organizadas dos dois principais clubes de Porto Alegre, a barra brava Geral do Grêmio, que já chegou a ser considerada uma das mais violentas do país e a brava barra Guarda Popular do Inter, onde, em um jogo valido pelo Campeonato Brasileiro de 2006, a torcida do Grêmio chegou a queimar os banheiros químicos do Estádio Beira-Rio da equipe do Internacional. As torcidas do Rio Grande do Sul tem uma grande influência das torcidas do restante da América do Sul, sobretudo das torcidas da Argentina e do Uruguai (as chamadas barra bravas).

#### Rio de Janeiro
O Rio de Janeiro tem 5 principais torcidas que são todas rivais entre si, a  Fúria Jovem do Botafogo, chamada popularmente de cachorrada, é a maior torcida organizada do Botafogo, além de ser a mais jovem e a menor das chamas 5 grandes do Rio de Janeiro, a Young Flu é a maior torcida organizada do Fluminense e a maior da chamada "União do Punho Colado", aliança que tem como membros também a Fúria Independente do Guarani e a Fúria Independente do Paraná Clube, a maior organizada do Vasco da Gama é a Força Jovem do Vasco e também uma das maiores do Brasil, considerada a mais violenta da cidade, foi criada no bairro do Méier em 1969, no mesmo bairro e no ano anterior que a Young Flu, o que gera uma grande rivalidade e divide o bairro (por isso, em 2015, durante a semi-final da Taça Guanabara entre Fluminense e Vasco, as duas torcidas organizaram uma 'Caminhada da Paz' do Méier até o Engenhão; o ato não deu certo e as torcidas acabaram brigando, sendo detidos 118 membros das duas torcidas), o Flamengo possui duas grandes torcidas organizadas, a Torcida Jovem do Flamengo (Jovem Fla) e a Raça Rubro-Negra, essa última é a que possui mais membros no Rio de Janeiro. Apesar de torcerem para o mesmo clube, Raça e Jovem possuem uma grande rivalidade entre si. Um exemplo dessa rivalidade entre as duas organizadas foi na Copa do Brasil em 2011, onde a Jovem Fla se uniu com a Torcida Independente do São Paulo, que formam juntas da Camisa 12 do Internacional e da Torcida Jovem do Sport a "União Punho Cruzado", em uma briga contra a Raça Rubro-Negra.

#### São Paulo
A maior torcida organizada de São Paulo é a Gaviões da Fiel do Corinthians, ela além de torcida organizada é uma escola de samba e possui mais de 100.000 membros. Numa partida entre Corinthians e San Jose na Bolívia, válida pela Copa Libertadores de 2013, um sinalizador saído da torcida corintiana matou o menino Kevin Espada de apenas 14 anos, membros da Gaviões da Fiel foram responsabilizados pelo ocorrido e foram detidos na Bolívia, a maior rivalidade da Gaviões é com a Mancha Verde do Palmeiras, possuindo assim uma rivalidade também nos desfiles das escolas de samba, em Março de 2012 antes de uma partida do Campeonato Paulista no Pacaembu ocorreu uma briga na Freguesia do Ó entre a Mancha e a Gaviões que acabou com a morte de um torcedor do Palmeiras baleado na cabeça, a polícia estima que nessa briga se envolveram mais de 500 pessoas das duas torcidas, a Mancha Verde possui uma das maiores alianças entre torcidas organizadas do Brasil com a Força Jovem do Vasco e juntas formam a "União Dedo pro Alto" ou "União Sinistra", a Torcida Independente é a maior torcida do São Paulo e a terceira maior do estado e faz parte da "União Punho Cruzado", a Torcida Jovem do Santos é a maior organizada do Santos, ela se destaca por ser muito presente tanto nos jogos em Santos quanto na cidade de São Paulo.

#### Minas Gerais
A Máfia Azul é a maior torcida organizada do Cruzeiro e tem forte presença no voleibol também. sua maior rivalidade é com a Galoucura do Atlético Mineiro, que faz parte da "União Dedo pro Alto", junto da Força Jovem do Vasco e da Mancha Alviverde. Um exemplo dessa rivalidade ocorreu durante o ano de 2014, quando aconteceram vários problemas entre a essas torcidas como membros da Máfia Azul que atacaram a Galoucura com foguetes, um ônibus apedrejado por membros da Galoucura, membros da Máfia Azul que balearam quatro torcedores do Atlético Mineiro, até que no clássico pelo Brasileirão onde houve muitas confusões (como brigas e utilização de bombas), o Ministério Público resolveu banir temporariamente as duas torcidas de todos os estádios do país, além de estipular uma multa de R$ 50.000,00 caso as sedes das organizadas fossem usadas em clássicos ou jogos dos rivais.

#### Pernambuco
A grande rivalidade de Recife é entre a Torcida Jovem do Sport, a Fanáutico do Náutico e a Torcida Organizada Inferno Coral do Santa Cruz.

#### Ceará
A Torcida Uniformizada do Fortaleza e Torcida Organizada Cearamor do Ceará são as maiores no estado do Ceará, um episódio que marcou a rivalidade entre as organizadas foi a final do Campeonato Cearense de 2015 que após a partida que deu o título pro Fortaleza as duas organizadas comandaram as brigas que ocorreram dentro da Arena Castelão, onde torcedores de ambos os clubes invadiram o campo e depredaram o estádio recém reformado.

#### Santa Catarina
Em Florianópolis há duas grandes organizadas: a Mancha Azul do Avaí foi inspirada na Mancha Verde do Palmeiras; a Gaviões Alvinegros do Figueirense; a organizada que representa o Joinville é a União Tricolor. Há duas grandes torcidas do Criciúma: a organizada Guerrilha Jovem e a barra brava Os Tigres (infuenciada pelas torcidas hispano-americanas). Já a Raça Verde é a maior torcida organizada da Chapecoense.

#### Paraná
As principais torcidas organizadas do estado do Paraná são a Fúria Independente Tricolor do Paraná Clube, Os Fanáticos do Atlético Paranaense e a Império Alviverde do Coritiba, as duas últimas que proporcionam um dos clássicos mais violentos do pais que geram brigas muito violentas em todo estado do Paraná principalmente em Curitiba.
Pará
No estado do Pará é onde se encontram as duas maiores torcidas da Região Norte do país, as de Remo e Paysandu, as mais famosas e violentas são a Remoçada(Extinta pelo Ministério Público e mudou de nome para Torcida Organizada Remista - T.O.R) do Clube do Remo que possui aliança com a Torcida Uniformizada do Fortaleza do Fortaleza e a outra a Terror Bicolor( Também extinta pelo Ministério Público e mudou de nome para Torcida Uniformizada Bicolor -T.U.T.B) do Paysandu Sport Club que possui aliança com a Torcida Organizada Cearamor do Ceará, em dias de Clássico RexPa geram brigas muito violentas em todo o estado do Pará, principalmente na Região metropolitana de Belém.

#### Interestaduais
Diversos fatores levam as torcidas de estados distintos terem rivalidades, podem ser as Uniões que geram aliados e inimigos ou então torcidas de estados que possuem naturalmente uma grande rivalidade como Rio de Janeiro e São Paulo.
Galoucura e Gaviões da Fiel já foram aliadas, porém por desentendimentos internos das torcidas a Galoucura brigou com a Gaviões e entrou para a "União Dedo pro Alto" que faz parte a Mancha Verde, a maior rival da Fiel. A Mancha tem uma rivalidade grande com a Raça e com a Jovem Fla por serem do Rio de Janeiro e serem as maiores rivais da Força Jovem do Vasco sua principal aliada. A Raça Rubro-Negra e a Independente possuem um forte rivalidade, pois a Independente é a grande aliada da Jovem Fla, que mesmo torcendo para o Flamengo é grande rival da Raça. A Força Jovem do Vasco após os acontecimentos ocorridos na Arenado Joinville criou uma grande disputa com Os Fanáticos, porém a rivalidade não nasceu naquele momento, antes disso a Império Alviverde, maior rival dos Fanáticos, fez parte da "União Sinistra" que a Força Jovem faz parte. Outra rivalidade entre Rio de Janeiro e Paraná é entre a Young Flu e a Império Alviverde, quando na última partida do Campeonato Brasileiro de 2009 o Fluminense venceu o Coritiba se livrando do rebaixamento e rebaixando o time paranaense no ano do seu centenário, a torcida do Coritiba invadiu o estádio enquanto a do Fluminense comemorava com os jogadores criando uma imensa briga dentro do Couto Pereira.

## Filmes sobre hooliganismo
- The Firm (1988)
- Arrivederci Millwall (filme de 1990)
- I.D. - Fúria nas Arquibancadas (1995)
- The Football Factory (2004)
- Green Street (2005)
- Rise of the Footsoldier (2007)
- Cass (2008)
- Green Street Hooligans 2 (2009)
- Awaydays (2009)
- The Firm (2009)
- A.C.A.B. All cops are bastards (filme de 2011)
- Teror na Willy Janz (2011)
- Green Street Hooligans 3 (2013)
- Fábrica de Hooligans (2014)

## Livros sobre hooliganismo
Armstrong, Gary (1 de Janeiro de 1998). Football Hooligans. Knowing the Score (Explorations in Anthropology). [S.l.]: Berg Publishers. ISBN 1-85973-957-1
- Brimson, Dougie (3 de Março de 2003). Eurotrashed. The rise and rise of Europe's football hooligans. [S.l.]: Headline. ISBN 0-7553-1110-8
- Brimson, Dougie (29 de Maio de 2006). Kicking Off: Why hooliganism and racism are killing football. [S.l.]: Headline Book Publishing. ISBN 0-7553-1432-8
- Brimson, Dougie (29 de Setembro de 2006). Rebellion. The growth of football's Protest Movement. [S.l.]: John Blake Publishing Ltd. ISBN 1-84454-288-2
- Brimson, Dougie (16 de Outubro de 2007). March of the Hooligans. Soccer's Bloody Fraternity. [S.l.]: Virgin Books. ISBN 0-7535-1293-9
- Buford, Bill (Maio de 1992). Among the Thugs. The Experience, and the Seduction, of Crowd Violence. New York, United States: W W Norton & Co Inc. ISBN 978-0-393-03381-6
- Dunning, Eric; Murphy, Patrick; Waddington, Ivan; Astrinakis, Antonios (14 de Maio de 2002). Fighting Fans. Football Hooliganism as a World Phenomenon. [S.l.]: University College Dublin Press. ISBN 1-900621-74-6
- Humphries, Stephen (7 de Outubro de 1995). Hooligans or Rebels?. Oral History of Working Class Childhood and Youth, 1889-1939. [S.l.]: WileyBlackwell. ISBN 0-631-19984-5
- James, Michael (1 de Maio de 2005). Family Game. The untold story of hooliganism in Rugby League. [S.l.]: Parrs Wood Press. ISBN 1-903158-62-1
- Neuberge, J (9 de Setembro de 1993). Hooliganism. Crime, Culture, and Power in St. Petersburg, 1900-1914 (Studies on the History of Society & Culture). [S.l.]: University of California Press. ISBN 0-520-08011-4
- Perryman, Mark (3 de Outubro de 2002). Hooligan Wars. Causes and Effects of Football Violence. [S.l.]: Mainstream Publishing. ISBN 1-84018-670-4
- Pearson, Geoffrey (9 de Junho de 1983). Hooligan. A History of Respectable Fears. [S.l.]: Palgrave Macmillan. ISBN 0-333-23400-6
- BUFFOR, Bill. Entre os vândalos: a multidão e a sedução da violência. São Paulo: Companhia das Letras, 2010.

## Em jogos de videogame
- Pokémon Sword e Shield (2019)